# Takumi Nakamura
Takumi Nakamura (中村 拓海 Nakamura Takumi?), född 16 mars 2001 i Oita prefektur, är en japansk fotbollsspelare.
Nakamura började sin karriär 2019 i FC Tokyo.